# Cuộc tấn công của Taliban (2021)
Một cuộc tấn công quân sự diễn ra từ ngày 1/5 đến 15/8 năm 2021 của Taliban và các nhóm chiến binh đồng minh, bao gồm al-Qaeda, chống lại chính phủ Afghanistan và các đồng minh của họ bắt đầu vào ngày 1 tháng 5 năm 2021, đồng thời với sự rút lui của hầu hết quân đội Hoa Kỳ ra khỏi Afghanistan. Trong giai đoạn đầu của cuộc tấn công, Taliban đã có những bước tiến đáng kể ở vùng nông thôn, tăng số lượng các quận mà lực lượng này kiểm soát từ 73 lên 223.  Bắt đầu từ ngày 6 tháng 8, Taliban đã chiếm được 18 trong số 34 thủ phủ cấp tỉnh của Afghanistan, bao gồm Kandahar và Herat, và đến ngày 10 tháng 8, Taliban đã kiểm soát 65% đất nước này.
Cuộc tấn công được ghi nhận do Taliban đã giành được các lãnh thổ rất nhanh chóng, cũng như các phân nhánh trong nước và quốc tế của nó. Ngày 10/8, các quan chức Mỹ ước tính thủ đô Kabul của Afghanistan có thể rơi vào tay Taliban trong vòng 30 đến 90 ngày. nhưng ngày 15 tháng 8 năm 2021, mặc dù đưa ra tuyên bố "không có kế hoạch chiếm thủ đô của Afghanistan bằng vũ lực" nhưng lực lượng Taliban đã tiến vào ngoại ô Kabul từ nhiều hướng, bao gồm Quận Kalakan, Quận Qarabagh và Quận Paghman tình tiết này được một số nhà bình luận so sánh với khoảnh khắc Ngày Giải Phóng trong Chiến tranh Việt Nam

## Bối cảnh
Vào tháng 9 năm 2020, hơn 5.000 tù nhân Taliban, bao gồm 400 người trong số họ bị buộc tội và kết án với các tội danh lớn như giết người, đã được chính phủ Afghanistan trả tự do theo Thỏa thuận Doha giữa Hoa Kỳ và Taliban. Theo Hội đồng An ninh Quốc gia Afghanistan, nhiều tù nhân được thả là các "chuyên gia" đã trở lại chiến trường và tiếp thêm sức mạnh cho Taliban. Các chuyên gia chống khủng bố quốc tế và một số quan chức Mỹ cho rằng việc Lực lượng An ninh Quốc gia Afghanistan (ANSF) sụp đổ nhanh chóng trong trường hợp Mỹ rút quân "không có gì đáng ngạc nhiên". Một chuyên gia chỉ ra rằng Taliban đã có thể tự do di chuyển lực lượng của họ trên khắp Afghanistan sau Hiệp định Doha mà hầu như không có sự can thiệp của quân chính phủ Afghanistan. Tổng Thanh tra Đặc biệt về Tái thiết Afghanistan John Sopko tuyên bố rằng bộ chỉ huy quân đội Mỹ "biết rõ tình trạng tồi tệ của quân đội Afghanistan".

## Dòng thời gian

### Tháng 5
Vào tháng 5, Taliban đã chiếm được 15 quận từ tay chính phủ Afghanistan, bao gồm các quận Nirkh và Jalrez ở tỉnh Maidan Wardak. Trong số các địa điểm bị chiếm có đập Dahla ở tỉnh Kandahar, con đập lớn thứ hai của Afghanistan. Trong tháng, 405 binh sĩ ANSF và 260 dân thường đã thiệt mạng trong các cuộc đụng độ với Taliban, trong khi Bộ Quốc phòng Afghanistan tuyên bố đã giết chết 2.146 chiến binh Taliban.  Đến cuối tháng 5, Bồ Đào Nha, Slovenia, Tây Ban Nha và Thụy Điển đã rút hoàn toàn lực lượng khỏi Afghanistan.

### Tháng 6
Vào tháng 6, Taliban đã chiếm được 69 quận từ tay chính phủ Afghanistan và tiến vào các thành phố Kunduz và Puli Khumri. Thành phố Mazar-i-Sharif đã bị Taliban bao vây. Trong số các địa điểm bị Taliban đánh chiếm có biên giới chính của Afghanistan với Tajikistan và quận Saydabad ở tỉnh Maidan Wardak, nơi được gọi là cửa ngõ vào thủ đô Kabul của Afghanistan. Về trang bị, Taliban đã chiếm được 700 xe tải và Humvee từ lực lượng an ninh Afghanistan, cũng như hàng chục xe bọc thép và hệ thống pháo binh.
Một chiếc Mil Mi-17 của Không quân Afghanistan đã bị Taliban bắn rơi, khiến 3 phi công thiệt mạng, trong khi một chiếc UH-60 Black Hawk bị hư hại trên mặt đất sau khi một tiền đồn của Lực lượng Vũ trang Afghanistan bị Taliban nã pháo vào cùng tháng.   Vào ngày 16 tháng 6, các tay súng Taliban đã hành quyết 22 biệt kích quân Afghanistan đầu hàng tại thị trấn Dawlat Abad. Trong tháng, 703 Lực lượng An ninh Quốc gia Afghanistan và 208 dân thường đã thiệt mạng trong các cuộc đụng độ với Taliban, trong khi Bộ Quốc phòng Afghanistan tuyên bố đã giết chết 1.535 chiến binh Taliban.   Vào ngày 19 tháng 6, Tổng tham mưu trưởng, Bộ trưởng quốc phòng và nội vụ của Quân đội Quốc gia Afghanistan đã được thay thế bởi Tổng thống Ashraf Ghani. Đến cuối tháng 6, tất cả các nước thành viên của Phái bộ Hỗ trợ Hiệp định đã rút quân, ngoại trừ Anh, Thổ Nhĩ Kỳ và Mỹ

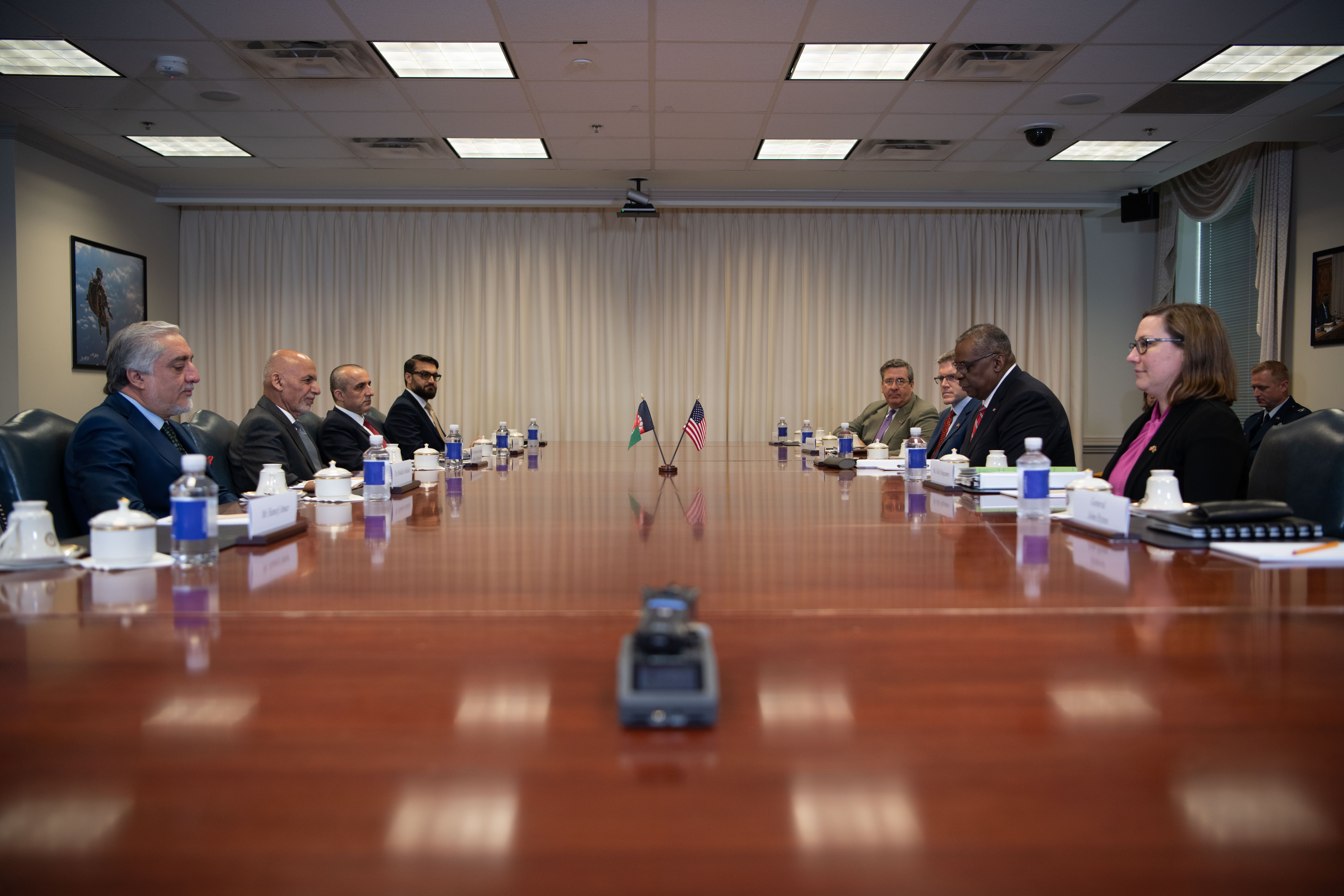
Bộ trưởng Quốc phòng Hoa Kỳ Lloyd Austin gặp Tổng thống Afghanistan Ashraf Ghani vào tháng 6 năm 2021

Vào ngày 22 tháng 6, Taliban đã chiếm được Shir Khan Bandar, cửa khẩu biên giới với Tajikistan chính của Afghanistan. 13 quận đã rơi vào tay Taliban trong vòng 24 giờ. Cùng ngày, giao tranh ác liệt cũng đã xảy ra tại tỉnh Baghlan sau khi lực lượng Afghanistan tiến hành một chiến dịch quân sự ở ngoại ô Pul-e-Khumri, thủ phủ của tỉnh, giết chết 17 tay súng Taliban, trong đó có Qari Khalid, một chỉ huy sư đoàn Taliban. Đồng thời, lực lượng Taliban đã giành quyền kiểm soát Balkh và bao vây Mazar-i-Sharif, thủ phủ của tỉnh Balkh. Vào ngày 23 tháng 6, lực lượng Taliban và Afghanistan đã đụng độ bên trong thành phố Pul-e Khumri.
Vào ngày 25 tháng 6, Taliban đã giành quyền kiểm soát Quận Shinwari và Quận Ghorband ở tỉnh Parwan ở phía bắc Kabul. Cùng ngày hôm đó, NBC News đưa tin rằng Taliban "ngạc nhiên về tốc độ tiến công của họ và đã tránh chiếm đóng một số mục tiêu để không làm mất lòng Mỹ", và chính phủ Afghanistan đã khởi động một chương trình gọi là Động viên Quốc gia nhằm mục đích để trang bị cho các nhóm dân quân để chống lại Taliban. Trong khi đó, Phó tiểu vương Taliban Sirajuddin Haqqani đã ban hành một loạt chỉ thị trên Voice of Jihad về việc quản lý các vùng lãnh thổ bị chiếm giữ trong cuộc tấn công. Nhà nghiên cứu Thomas Joscelyn của Tạp chí Chiến tranh Lâu dài của FDD cho rằng những tuyên bố của Haqqani "giống như những tuyên bố sẽ được người đứng đầu một quốc gia đưa ra".
Vào ngày 27 tháng 6, quận Chaki Wardak và quận Saydabad đã rơi vào tay Taliban sau khi ít nhất 50 binh sĩ Afghanistan đầu hàng và bị Taliban bắt giữ. Cùng ngày, Quận Rustaq , Quận Shortepa và Quận Arghistan rơi vào tay Taliban. ToloNews báo cáo rằng 108 quận đã rơi vào tay Taliban trong hai tháng qua và quân đội Afghanistan chỉ mới tái chiếm được 10 quận. Vào ngày 29 tháng 6, Taliban đã tiến hành một cuộc tấn công vào Ghazni, gây ra các cuộc đụng độ bạo lực trong thành phố này.

### Tháng 7

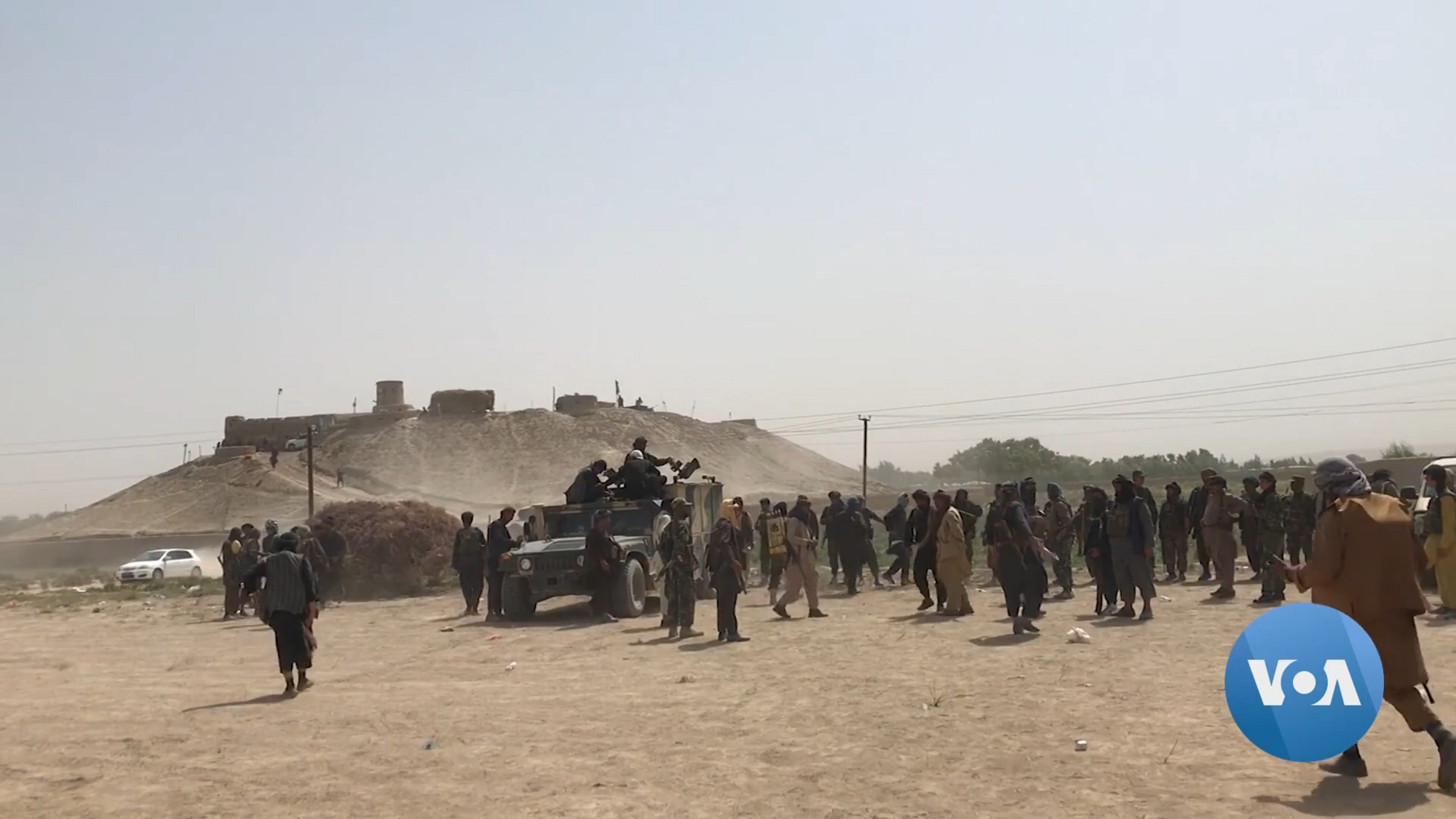
Lực lượng ủng hộ chính phủ Afghanistan tập hợp tại tỉnh Jowzjan

Vào tháng 7, Taliban đã chiếm được 64 quận từ tay chính phủ Afghanistan và lần lượt tiến vào các thành phố lớn thứ hai và thứ ba của Afghanistan là Kandahar và Herat. Trong tháng, 335 Lực lượng An ninh Quốc gia Afghanistan và 189 thường dân đã thiệt mạng trong các cuộc đụng độ với Taliban, trong khi Bộ Quốc phòng Afghanistan tuyên bố giết chết 3.159 tay súng Taliban.   Khoảng 1.500 binh sĩ Afghanistan đào ngũ sang Tajikistan, theo phái viên của CSTO.  Truyền thông Iran đưa tin, khoảng 300 binh sĩ và dân thường Afghanistan đã vượt biên giới sang Iran để trốn chạy khỏi Taliban.  Vào ngày 2 tháng 7, Đức và Ý rút quân khỏi Afghanistan, và quân đội Mỹ rời Sân bay Bagram, giao nó cho Lực lượng Vũ trang Afghanistan.
Vào cuối tuần đầu tiên của tháng 7, hàng trăm phụ nữ có vũ trang đã xuống đường ở miền bắc và miền trung Afghanistan để biểu tình phản đối cuộc tấn công của Taliban, cuộc tấn công lớn nhất diễn ra ở Firozkoh, thủ phủ của tỉnh Ghor. Thống đốc tỉnh Abdulzahir Faizzada cho biết trong một cuộc phỏng vấn với The Guardian rằng nhiều phụ nữ Afghanistan, một số người gần đây đã thoát khỏi Taliban, đã học cách sử dụng súng để tự vệ, một số đã tự chiến đấu với Taliban. Người phát ngôn của Taliban Zabiullah Mujahid đã lên án các báo cáo này là "tuyên truyền" và tuyên bố rằng "phụ nữ sẽ không bao giờ cầm súng chống lại chúng tôi." Trong cuối tuần, Taliban đã đánh chiếm 9 đồn biên phòng thuộc Quân đội Afghanistan ở tỉnh Kunar gần biên giới với Pakistan, trong đó 39 nhân viên của Quân đội Afghanistan đầu hàng Taliban trong khi 31 người khác chạy sang Pakistan.
Vào ngày 5 tháng 7, Tổng thống Tajikistan Emomali Rahmon đã thông báo về việc triển khai 20.000 quân ở biên giới Afghanistan-Tajikistan, nhằm tránh chiến tranh Afghanistan lan sang Tajikistan. Vào ngày 9 tháng 7, Tổ chức Hiệp ước An ninh Tập thể (CSTO) thông báo rằng Liên bang Nga sẽ triển khai 7.000 binh sĩ ở biên giới cũng như để viện trợ cho Tajikistan. Vào ngày 7 tháng 7, các lực lượng ủng hộ chính phủ đã đánh bại một nỗ lực của Taliban nhằm chiếm thành phố Qala e Naw.  Vào ngày 8 tháng 7, Taliban đã chiếm được quận Karakh quan trọng về mặt chiến lược ở tỉnh Herat.

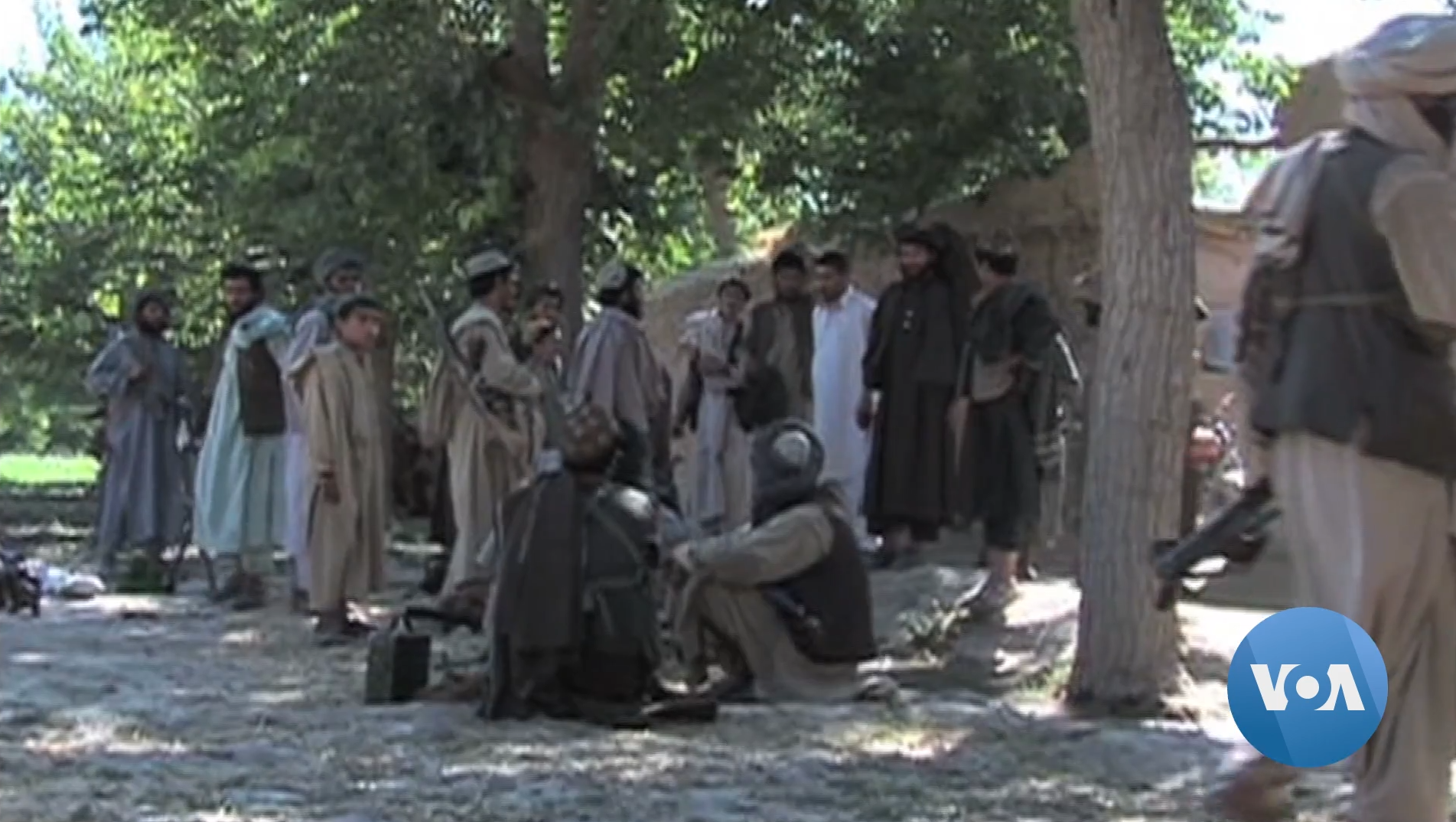
Các tay súng Taliban nghỉ ngơi tại một ngôi làng

Vào ngày 8 tháng 7, các binh sĩ Afghanistan đã hành quyết một dân làng Afghanistan bằng cách bắt anh ta ngồi trên một thiết bị nổ ngẫu hứng (IED) trước khi nó phát nổ. Nạn nhân, tên là Barakatullah, bị cảnh sát Afghanistan và lực lượng dân quân chống Taliban buộc tội hỗ trợ Taliban. Cha của Barakatullah phủ nhận việc con trai mình phục vụ cho Taliban. Vụ việc diễn ra ở phía nam thành phố Sharana, thủ phủ tỉnh Paktika và đoạn video về vụ việc đã được đăng tải trên TikTok. Nhóm Quan sát viên của France 24 đã có thể xác minh và xác định vị trí địa lý của video. Fawad Aman, người phát ngôn của Bộ Quốc phòng Afghanistan, phủ nhận rằng có bất kỳ vụ việc nào như vậy xảy ra. Một nhà báo Afghanistan, Naseeb Zadran, nói rằng đây không phải là một sự cố cá biệt và phản ánh sự trừng phạt mà quân đội Afghanistan thường áp dụng.
Vào ngày 10 tháng 7, Taliban đã chiếm được quận Panjwayi ở tỉnh Kandahar. Taliban cũng bao vây thành phố Ghazni ở miền trung Afghanistan. Các cửa khẩu biên giới Torghundi với Tajikistan và Islam Qala với Iran đã bị Taliban đánh chiếm. Trong quá trình băng qua biên giới để bắt giữ Islam Qala, một số quan chức an ninh và hải quan Afghanistan đã chạy qua biên giới với Iran để trốn khỏi Taliban. Vào ngày 11 tháng 7, Bộ trưởng Quốc phòng Australia Peter Dutton tuyên bố chấm dứt hiện diện quân sự ở Afghanistan, với 80 quân nhân cuối cùng đã rời khỏi đất nước trong những tuần qua. Vào ngày 12 tháng 7, chỉ huy lực lượng Mỹ và NATO tại Afghanistan Austin S. Miller đã từ chức. Tính đến ngày 12 tháng 7, Taliban đã chiếm được 148 quận từ tay chính phủ Afghanistan.  Vào ngày 14 tháng 7, đồn biên phòng Afghanistan tại Spin Boldak bị lực lượng Taliban đánh chiếm; Nhà báo người Ấn Độ, Siddiqui, người Ấn Độ làm cho Reuters đã bị giết ở đó khi đưa tin về cuộc giao tranh hai ngày sau đó.
Vào ngày 12 tháng 7, Tổng thống Turkmenistan Gurbanguly Berdimuhamedow đã ra lệnh triển khai quân đội và vũ khí hạng nặng và áo giáp ở biên giới Afghanistan-Turkmenistan, để tránh xung đột Afghanistan lan sang Turkmenistan. Vào ngày 16 tháng 7, Uzbekistan đã tổ chức một hội nghị giữa một số nhà lãnh đạo khu vực và các nhà ngoại giao nước ngoài, bao gồm cả Tổng thống Afghanistan Ashraf Ghani, nhằm thúc đẩy hòa bình và ngăn chặn một cuộc nội chiến.

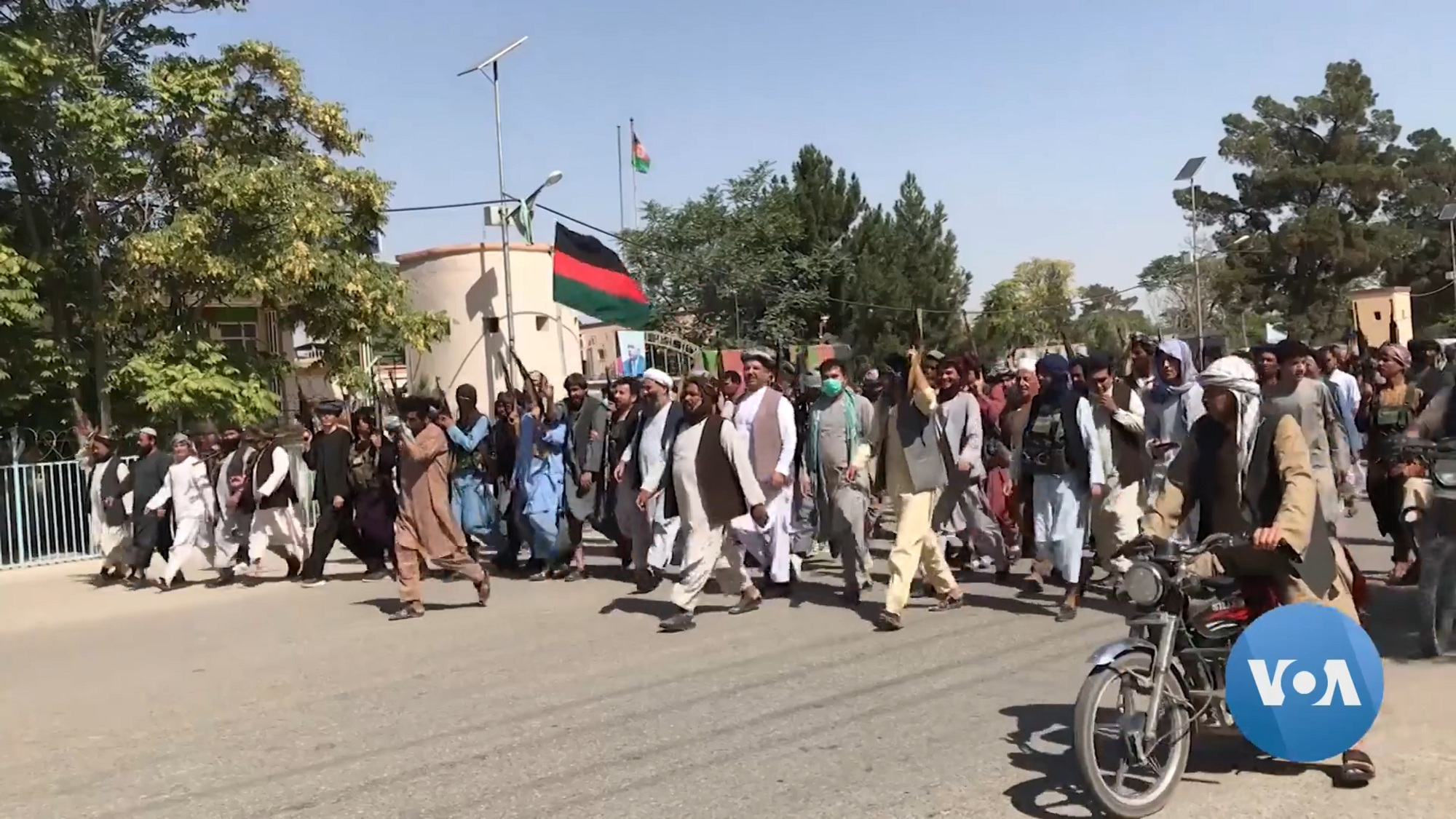
Người dân địa phương có vũ trang biểu tình ủng hộ chính phủ Afghanistan ở tỉnh Jowzjan

Vào ngày 21 tháng 7, Chủ tịch Hội đồng Tham mưu trưởng Liên quân Mark Milley báo cáo rằng một nửa số quận của Afghanistan đang nằm dưới sự kiểm soát của Taliban và động lực đó "thuộc về phe Taliban". Vào ngày 22 tháng 7, Lầu Năm Góc xác nhận rằng Không quân Hoa Kỳ đã thực hiện bốn cuộc không kích vào Afghanistan theo yêu cầu của các quan chức Afghanistan. Hai cuộc không kích nhằm phá hủy các thiết bị quân sự mà Taliban thu giữ được từ lực lượng an ninh Afghanistan; một khẩu pháo và một xe quân sự bị phá hủy.  Trong khi đó, cuộc chiến giành thành phố Kandahar vẫn tiếp tục, với việc khu định cư về cơ bản đã bị quân nổi dậy bao vây. Tất cả các quận xung quanh trừ Quận Daman đã nằm dưới sự kiểm soát của Taliban, và chỉ sân bay Kandahar (rất quan trọng để cung cấp quân nhu cho lực lượng an ninh địa phương) vẫn nằm trong sự kiểm soát hoàn toàn của chính phủ. Theo Tạp chí Chiến tranh dài hạn của FDD, việc Quận Daman có khả năng rơi vào tay quân nổi dậy sẽ khiến lực lượng chính phủ vô cùng khó khăn trong việc bám trụ tại thành phố Kandahar. Vào ngày 22 tháng 7, 100 người đã thiệt mạng trong một vụ xả súng hàng loạt ở Spin Boldak, tỉnh Kandahar. Tuy nhiên, các lực lượng ủng hộ chính phủ cũng đã giành được chiến thắng ở tỉnh Bamyan, khi dân quân địa phương và cảnh sát chiếm lại các huyện Saighan và Kahmard từ tay Taliban, và ở tỉnh Herat, nơi chính phủ tái chiếm quận Karakh.
Vào ngày 24 tháng 7, chính phủ đã áp đặt lệnh giới nghiêm từ 10 giờ tối đến 4 giờ sáng tại tất cả ngoại trừ ba tỉnh của đất nước nhằm "kiềm chế bạo lực và giảm bớt các phong trào cũng như bước tiến của Taliban".
Vào ngày 26 tháng 7, một báo cáo của đại diện Liên hợp quốc Deborah Lyons cho thấy số dân thường thiệt mạng tăng mạnh do hậu quả của cuộc giao tranh giữa chính phủ và Taliban. Lyons cầu xin cả hai bên bảo vệ dân thường khi cô nói rằng phụ nữ và trẻ em đang bị giết hại. Cùng ngày, khoảng 46 binh sĩ Afghanistan, trong đó có 5 sĩ quan, đã tìm kiếm tị nạn ở Pakistan sau khi họ không thể bảo vệ được chốt quân sự của mình.
Vào ngày 28 tháng 7, một phái đoàn của Taliban đã gặp gỡ tại Thiên Tân với Bộ trưởng Ngoại giao Trung Quốc Vương Nghị. Vương Nghị cam kết Cộng hòa Nhân dân Trung Hoa ủng hộ Taliban với điều kiện họ cắt đứt quan hệ với Phong trào Hồi giáo Đông Turkestan, thề "đưa Taliban trở lại dòng chính trị" và đề nghị tổ chức các cuộc đàm phán hòa bình giữa Chính phủ Afghanistan và Taliban.
Đến ngày 31 tháng 7, Taliban đã tiến vào các tỉnh lỵ của cả hai tỉnh Helmand và Herat, đánh chiếm nhiều huyện ở các tỉnh nói trên và chiếm các cửa khẩu biên giới với Iran và Turkmenistan. Trong số những nơi khác, Quận Karakh quan trọng của Herat lại bị quân nổi dậy tấn công. Quân nổi dậy cũng cắt con đường giữa Sân bay Quốc tế Herat và thành phố Herat, mặc dù sân bay này vẫn nằm dưới sự kiểm soát của chính phủ. Long War Journal cho rằng khả năng của chính phủ trong việc giữ quyền kiểm soát thành phố Herat mà không có sân bay tiếp tế cho quân phòng thủ là một vấn đề đáng nghi ngờ. Trong khi đó, thành phố Kandahar vẫn còn đang ở tình trạng tranh chấp.

### Tháng 8

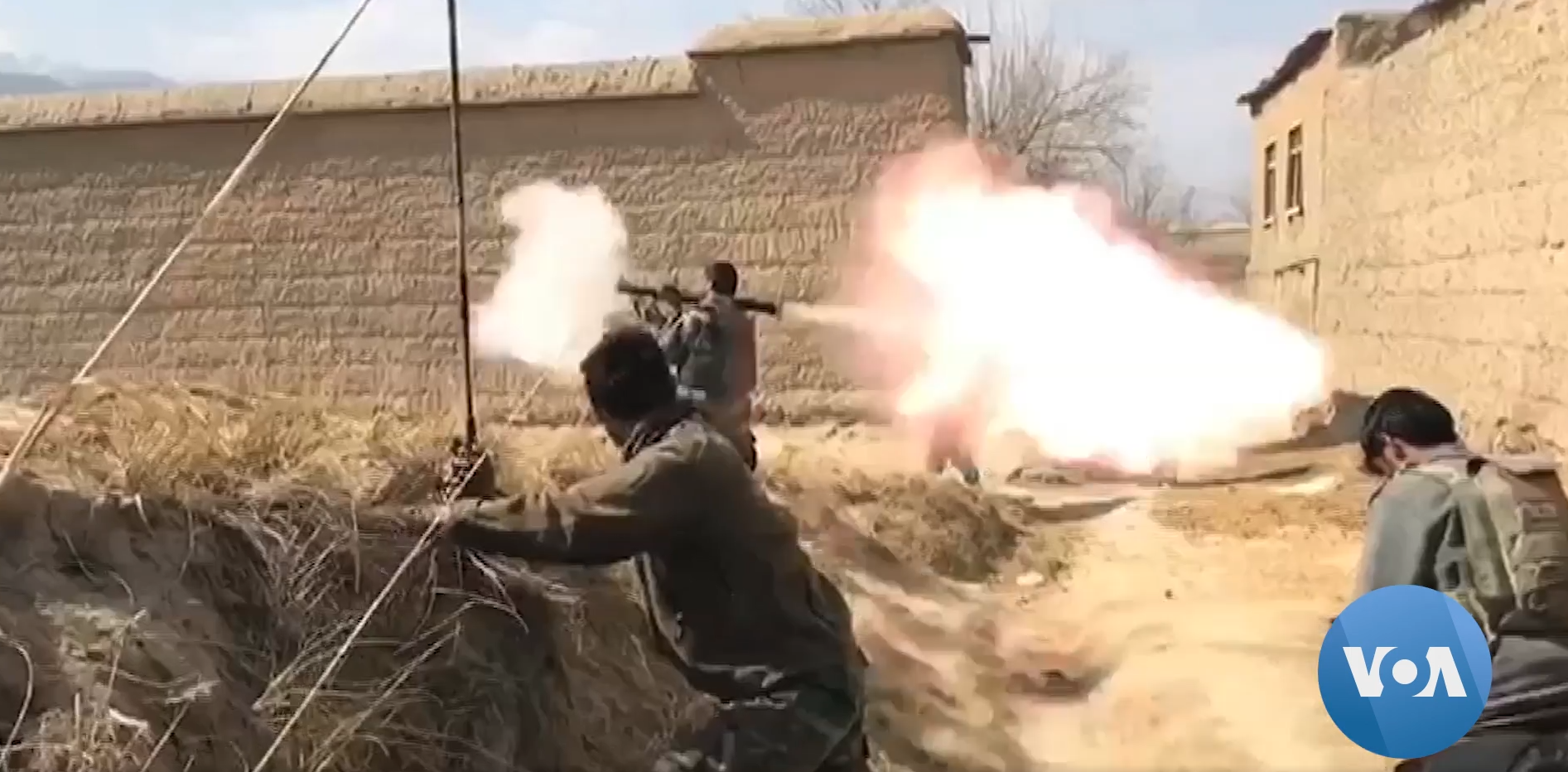
Binh sĩ Quân đội Quốc gia Afghanistan chiến đấu với Taliban

Từ ngày 1 đến ngày 2 tháng 8, các khu vực Safian, Qala-e-Kohneh và Kariz ở ngoại ô Lashkar Gah rơi vào tay Taliban. Các cuộc đụng độ giữa Taliban và chính phủ cũng diễn ra ở ngoại ô thành phố, với việc Không quân Afghanistan và Không quân Hoa Kỳ tấn công các vị trí của Taliban. Vào ngày 3 tháng 8, 40 thường dân đã thiệt mạng và hơn 100 người bị thương trong cuộc giao tranh. Sau khi chiếm được đài phát thanh của Lashkar Gah, Taliban bắt đầu phát sóng chương trình Voice of Sharia của chúng. Phiến quân cũng bắt đầu tấn công sân bay của thành phố này. Trong khi đó, chính phủ đã điều động quân tiếp viện để ngăn thành phố rơi vào tay quân nổi dậy.
Vào ngày 13 tháng 8, người dân - trong đó có 5 kẻ tấn công - đã thiệt mạng trong một vụ đánh bom và xả súng của Taliban ở Kabul. Chiến dịch kiểu inghimasi, do "Tiểu đoàn Tử đạo" của Taliban thực hiện, nhằm giết Bộ trưởng Quốc phòng Bismillah Khan Mohammadi ; ông đã sống sót sau cuộc tấn công. Mohammadi được Long War Journal mô tả là một trong những nhân vật chủ chốt của chính phủ chịu trách nhiệm chống lại cuộc tấn công của Taliban. Tính đến ngày 5/8, 115 nhân viên Lực lượng An ninh Quốc gia Afghanistan và 58 dân thường đã thiệt mạng trong các cuộc đụng độ với Taliban, trong khi Bộ Quốc phòng Afghanistan tuyên bố đã giết chết 3.197 chiến binh Taliban kể từ đầu tháng.
Sau đó, Taliban đã đánh chiếm thần tốc Afghanistan và giành quyền kiểm soát Kabul vào ngày 15/8 trong bối cảnh quân đội Mỹ và các đồng minh NATO đang rút quân khỏi đất nước này.

Taliban ngay lập tức thay đổi lá cờ Afghanistan cũ (bên trên) với ba màu truyền thống Đen - Đỏ - Xanh, sang lá cờ trắng riêng của họ (bên dưới). Chiếc lá cờ truyền thống đó đã trở thành biểu tượng của những cuộc biểu tình chống lại Taliban.

### Kabul sụp đổ
Vào ngày 15 tháng 8, mặc dù đưa ra một tuyên bố nói rằng họ không có kế hoạch chiếm thủ đô của Afghanistan "bằng vũ lực", Taliban đã tiến vào ngoại ô Kabul từ nhiều hướng, bao gồm Quận Kalakan, Quận Qarabagh và Quận Paghman. Một vụ mất điện trên toàn thành phố và có thể có cuộc tấn công và cuộc nổi dậy của tù nhân tại nhà tù Pul-e-Charkhi đã được báo cáo. Máy bay trực thăng Boeing CH-47 Chinook và Sikorsky UH-60 Black Hawk bắt đầu hạ cánh xuống đại sứ quán Mỹ ở Kabul để tiến hành sơ tán và các nhà ngoại giao đang nhanh chóng cắt nhỏ tài liệu mật.

Lá cờ của Taliban.

Bộ Nội vụ Afghanistan thông báo rằng Tổng thống Ghani đã quyết định từ bỏ quyền lực và một chính phủ lâm thời do Taliban lãnh đạo sẽ được thành lập; cựu tổng thống Hamid Karzai sẽ là một phần của đoàn đàm phán. Taliban đã ra lệnh cho các chiến binh của mình chờ đợi sự chuyển giao quyền lực một cách hòa bình và không được tiến vào Kabul bằng vũ lực.
Vào ngày 15 tháng 8, có thông tin rằng Tổng thống Ghani đã rời đất nước đến Tajikistan. Việc Ghani rời Afghanistan bị nhiều người Afghanistan và các nhà quan sát bên ngoài chỉ trích. Nikita Ishchenko, người phát ngôn của đại sứ quán Nga ở Kabul, khai rằng Ghani đã bỏ trốn khỏi Afghanistan với 4 chiếc ô tô và trực thăng chở đầy tiền. Phát biểu sau đó từ Các Tiểu vương quốc Ả Rập Thống nhất, Ghani cho biết ông rời đi theo lời khuyên của các phụ tá chính phủ để tránh bị bắt (Tổng thống Afghanistan Mohammad Najibullah đã bị treo cổ công khai sau khi Taliban tiếp quản trước đó vào năm 1996).
Vào ngày 16 tháng 8, phát ngôn viên của Taliban Mohammad Naeem cho biết trong một cuộc phỏng vấn với Al Jazeera rằng chiến tranh đã kết thúc ở Afghanistan. Ông nói rằng Taliban đã đạt được những gì họ muốn, họ sẽ không cho phép sử dụng lãnh thổ của Afghanistan để chống lại bất kỳ ai, cũng như không muốn làm hại bất kỳ ai. Cùng ngày, Văn phòng Tổng công tố Uzbekistan cho biết 22 máy bay quân sự và 24 trực thăng chở khoảng 585 binh sĩ Afghanistan đã đến Uzbekistan. Khoảng 158 binh sĩ Afghanistan đã đi bộ qua biên giới Uzbekistan.
Lầu Năm Góc xác nhận người đứng đầu Bộ Chỉ huy Trung tâm Mỹ tại Qatar, Tướng Kenneth F. McKenzie Jr., đã gặp các thủ lĩnh Taliban có trụ sở tại thủ đô Doha của Qatar. Các quan chức Taliban đã đồng ý với các điều khoản do McKenzie đặt ra cho những người tị nạn chạy trốn bằng cách sử dụng Sân bay Kabul.